# Златист лъвски тамарин
Златистият лъвски тамарин (Leontopithecus rosalia) е малка широконоса маймуна от семейство Остроноктести маймуни (Callitrichidae).

## Разпространение
Среща се само в горите по атлантическото крайбрежие на Бразилия, щата Рио де Жанейро и е един от най-редките примати. Популацията му се изчислява на около 1000 диви, и към 500 отглеждани на затворено екземпляра.

## Хранене
Лъвските тамарини са активни през деня, всеядни са и търсят храна изключително по дърветата.

## Описание
На дължина достига едва 33 cm (+ 40 cm опашка) и тегло до 700 гр. Козината му е златиста и лъскава, по-дълга на главата, образувайки грива около лицето, откъдето идва наименованието му.
Живеят на малки групи до 14 индивида, обединени около водеща семейна двойка.

## Класификация
Разграничават се още три отделни вида лъвски тамарини, смятани до неотдавна за подвидове. Всичките са застрашени от изчезване (виж Червения списък на световно застрашените видове на IUCN).
род Leontopithecus – Лъвски тамарини
- Leontopithecus rosalia – Златист лъвски тамарин
- Leontopithecus chrysomelas – Златоглав лъвски тамарин
- Leontopithecus chrysopygus – Черен лъвски тамарин
- Leontopithecus caissara – Черноглав лъвски тамарин